# Proletarijat
Proleterijat (lat. proletarius siromašan građanin s mnogo djece) je izvorno naziv za najsiromašnije pripadnike rimskog društva, tj. sve one osobe koje nisu imale nikakve imovine, a bile su popisivane samo po tome što su imale ili su mogle imati proles, tj. djecu, naraštaj. U marksističkoj ideologiji označava potlačenu društvenu klasu u kapitalizmu, odnosno pojedince i društvene grupe koji nemaju vlastitih sredstava za proizvodnju te su za život prisiljeni zarađivati isključivo od svog rada. 

## Povijest
Od 19. stoljeća pojam se primjenjuje na radnu snagu u vrijeme industrijske revolucije. Prema tvrdnjama Karl Marxa proleteri su radnici koji samo prodajom svoje radne snage zarađuju sredstva za svakodnevni život.
Proletarijat je bila društvena klasa radnika, proletera. Kao sinonim za radničku klasu, ugnjetavana klasa najamnih radnika, lišenih
vlasništva nad sredstvima za proizvodnju. Obuhvaćajući prvenstveno nezaposleno stanovništvo, on nije stvaralac novih dobara, pa se tada i ne konstituira u glavnu antagonističku klasu nasuprot
robovlasnicima. Pojavom kapitalizma proletarijat prerasta u proizvodnu snagu, tzv. industrijski proletarijat, odnosno radničku klasu, koja predstavlja dovršeni povijesni put njegova razvitka. 
U svakodnevnom jeziku "proletarijat" u brojnim jezicima ima pejorativan ili diskriminirajući značaj.